# Eugene Oberst
Eugene Oberst, född 23 juli 1901 i Owensboro i Kentucky, död 30 maj 1991 i Cleveland, var en amerikansk friidrottare.
Oberst blev olympisk bronsmedaljör i spjutkastning vid sommarspelen 1924 i Paris.